# Black Pumas
Black Pumas est un duo américain de soul psychédélique, originaire d'Austin, au Texas. 

## Histoire
Le groupe est composé du chanteur Eric Burton et du guitariste et producteur Adrian Quesada. Leur style musical allie soul, funk, jazz, rock et blues. Depuis 2017, ils intègrent une fusion de genres musicaux aux accents psychédéliques. 
Pour l’enregistrement de leur premier album et les concerts qui s'ensuivent, les deux artistes fondateurs se sont entourés de cinq autres musiciens. Le premier titre des Black Pumas s'intitule Black Moon Rising, et sort en 2018. 
Le groupe est nommé au Grammy Awards en 2020 dans la catégorie « révélation de l’année ».

## Membre
- Adrian Quesada – guitare
- Angela Miller – voix
- Lauren Cervantes – voix
- Steve Bidwell – batterie

## Discographie

### Albums studio
- 2019 - Black Pumas (ATO Records)
- 2023 - Chronicles of a Diamond (ATO Records)

### Albums en public
- 2024 - Live from Brooklyn Paramount (ATO Records)